# Libertatea presei
     Situație bună
     Situație satisfăcătoare
     Probleme evidente
     Situație dificilă
     Situație foarte serioasă

Reporteri Fără Frontiere: grafic privind libertatea presei în lume în 2023
Situație bună
Situație satisfăcătoare
Probleme evidente
Situație dificilă
Situație foarte serioasă

Libertatea presei privește desfășurarea activităților specifice presei de strângere și transmitere de informații de interes public prin intermediul canalelor media, fără intervenția guvernului. Libertății de expresie i se atribuie, dintr-o perspectivă istorică, un rol esențial în influențarea pozitivă a calității vieții cetățenilor, datorită modului în care susține practicile sociale ale democrației, pieței libere și investigației științifice și jurnalistice, responsabile  pentru competitivitatea națiunilor.
Libertatea presei este un drept fundamental al omului recunoscut și protejat prin lege in majoritatea statelor moderne. Acest drept este strâns asociat cu libertatea de exprimare și este o componentă a acesteia.
Pentru ca libertatea presei să fie reală, publicul și mass-media necesită acces neîgrădit la informații. Accesul la informații împuternicește publicul să dezvolte o imagine adecvată și să-și formeze o opinie critică și realistă cu privire la societatea în care trăiește și la autoritățile care îl guvernează,   încurajează participarea corect informată a acestui public la chestiunile care îl privesc, prezintă capacitatea să impună transparență la nivelul instituțiilor publice în ceea ce privește gestionarea fondurilor publice și tragerea la răspundere a funcționarilor publici, expunerea și sancționarea corupției și să legitimeze administrația ca serviciu public.

## Istoric

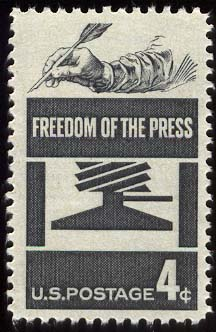
Timbru poștal american, de la 1958, în parteneriat cu UNESCO încurajează "cursul liber de idei prin cuvânt și imagine".

Inventarea presei cu litere mobile la jumătatea secolului al XV-lea de către Johannes Gutenberg a constituit un moment de răscruce pentru civilizația europeană de până atunci în ceea ce privește comunicarea de masă și o contribuție reală la ceea ce filosofia modernă definește ca fiind libertate. Efectul imediat a fost răspândirea rapidă și cu acuratețe a informațiilor și cunoașterii umane, scăderea cheltuielilor de imprimare și împuternicirea maselor prin punerea la dispoziție a unei platforme eficiente de transmitere a ideilor și opiniilor care puteau fi critice la adresa diferitelor tipuri de autoritate existente la acea vreme. De asemenea, se consideră că presa lui Gutenberg a participat substanțial la îmbogățirea capacității de gândire științifică și conceptuală, precum și la introducerea unor norme menite să satisfacă nevoia de claritate, ordine și rațiune.
Un alt efect important care trebuie menționat este modelarea opiniei publice la un nivel la care doar televiziunea și radioul au reușit să asceadă în secolul secolul XX, motiv pentru care libertatea presei a devenit una dintre cele mai prețuite libertăți astăzi.
Curând după invenția presei cu litere mobile oficialitățile au căutat să exercite control asupra acestui nou mod de comunicare și au incercat să cenzureze publicațiile. În 1501, papa Alexandru al VI-lea a emis un aviz care obliga tipografiile să prezinte autorităților bisericești copii ale publicațiilor înainte de publicare pentru a preveni erezia, amenințând pe cei care se eschivau cu amenzi sau chiar excomunicarea. Introdusă in Anglia de William Caxton în 1533, presa cu litere mobile a permis pentru prima dată reproducerea la scara largă a cărților. Henric al VIII-lea a interzis importul de publicații străine în Anglia și, pentru a exercita un control intern suplimentar, la 16 noiembrie 1538 a ordonat  ca toate cărțile noi tipărite în Anglia să fie aprobate de către un consiliu privat înainte de publicare.
John Milton (scriitor englez) a criticat cu elocvență cenzura și legea de acordare a licențelor (cunoscută sub titlul Licensing Order of 1643) care era o formă de cenzură apriori utilizată pentru a suprima opiniile potrivnice puterii în pamfletul polemic Areopagitica: A Speech for the Liberty of Unlicensed Printing (1644)  și a solicitat Parlamentului să suprime sau cenzureze publicațiile ofensive doar după apariția lor, dacă este absolut necesar. Deși abia în 1695 legea cenzurii presei englezesti a fost eliminată, obiecțiile aduse de Milton sistemului de cenzură sunt considerate un reper important în ceea ce privește libertatea presei și libertatea de exprimare.
În secolul al XVIII-lea a avut loc înflorirea jurnalismului politic și creșterea numărului de jurnaliști. Pe la jumătatea aceluiași secol, datorită absenței cenzurii libertatea presei a avansat de la simpla enunțare a unui fapt la stadiul de principiu, exprimat de către Sir William Blackstone în Comentarii privind Legile Angliei (1765-1769) în felul următor: 
„”—Libertatea presei este esențială pentru un stat liber: dar acest lucru presupune neimpunerea unei cenzuri apriori publicațiilor și nu libertatea acestora de a nu fi cenzurate pentru chestiuni penale după publicare. Orice om liber are dreptul incontestabil de a exprima orice opinie dorește în fața publicului; a interzice acest lucru înseamnă a distruge libertatea presei; dar dacă ceea ce acesta dintâi declară public este neadevărat, cu rea intenție sau ilegal, va trebui să suporte consecințele cutezanței sale. A supune presa puterii restrictive a unui cenzor, asa cum s-a făcut în trecut, atât înainte cât și după revoluție, înseamnă a supune întreaga libertate de opinie prejudecăților unui singur om și de a-l face pe acesta judecătorul arbitrar și infailibil al tuturor punctelor de vedere controversate legate de educație, religie, și guvern.

### Etimologie
Expresia "libertatea presei" precedă într-o măsură substanțială apariția industriei moderne a presei scrise – un fenomen al sfârșitului anilor 1800 și începutul anilor 1900 – și pare să fi apărut pe la jumătatea secolului XVII in Marea Britanie de astăzi, referindu-se literalmente la dreptul general al oricărei persoane de a avea acces și de a face uz de o presă (dispozitiv fizic) fără intervenția cenzorilor și nu un privilegiu acordat branșei jurnalistice, care nu exista în acea perioadă. Această interpretare este considerată importantă de către cei care susțin că internetul servește astăzi același rol pentru societate și necesită aceeași protecție.

## Rolul presei în societatea democratică
Mass-media îndeplinește un rol crucial în stabilirea și protejarea valorilor democratice, precum asigurarea cu succes a informării corecte și nepărtinitoare a votantului cu privire la actorii politici și atragerea atenției publicului asupra abuzurilor, neregulilor sau ilegalităților comise de zonele de putere din societate.
Libertatea presei este o garanție a oricărei democrații funcționale și nu poate fi înțeleasă independent de o serie de factori sociali, politici și economici, alinierea echilibrată a acestora împreună cu a altor mecanisme democratice și facilitarea relațiilor etice dintre ele asigurând dezvoltarea armonioasă a sectorului mass-media, o presă liberă și independentă și imparțialitatea comunicării mediatice.
De asemenea, atunci când vorbim despre libertatea presei trebuie să luăm în considerare existența mai multor realități sociale și filosofice care contribuie și afectează gradul de libertate al comunicării mediatice; este vorba, printre altele, atât despre existența unui public educat, care să exercite un control critic asupra conținutului editorial și să sancționeze eșecurile, precum și o deontologie a meseriei bine definită, aplicată consistent la toate nivelurile de cercetare, producție și prezentare de conținut jurnalistic și care să urmărească îndeaproape principiile esențiale ale presei, ca de pildă să permită indivizilor să enunțe idei care să poată fi difuzate public, să fie supuse dezbaterii și controlului comunității.
Libertatea presei poate fi influențată și de lipsa transparenței privind raporturile de putere din interiorul organizațiilor media, a transparenței privind relațiile dintre organele de presă și investitori, acționari sau parteneri comerciali — care pot influența negativ imparțialitatea jurnalismului, forța politicizarea demersului jurnalistic sau crea conflicte de interese, de asumarea responsabilităților pe care instituțiile de presă le au față de societate din punctul de vedere al informării corecte a publicului, dar se poate vorbi și despre o remunerare financiară adecvată care să atragă jurnaliști talentați și să stimuleze practici considerate sănătoase în diferitele tipuri de jurnalism.
Statul democratic ar trebui să aibă un interes fundamental în a garanta libertatea presei, pentru a permite evoluția societății oferindu-i posibilitatea de a discuta liber pe baza informațiilor puse la dispoziție, iar instituțiile statului ar trebui să fie interesate să împiedice orice tentativă de cenzură deoarece o societate democratică este funcțională doar în condițiile în care există libertatea presei. Servirea interesului public și informarea corectă a cetățeanului, împreună cu politicile editoriale conectate cu agenda reală a publicului și respectarea fără rabat a regulilor autoreglementării reprezintă repere fundamentale în exercitarea profesiei de jurnalist, iar un stat democratic ar trebui să faciliteze aceste demersuri.
În lipsa unei garanții solide a dreptului la libertatea de exprimare, protejat de instanțele judecătorești independente și imparțiale, nu există o țară liberă și, respectiv, un  regim  democratic. Calitatea unei democrații poate avea de suferit atunci când calitatea informației mediatice scade și pericolul dezorientării cetățeanului crește, în condițiile în care nici legile concurenței pe piața liberă nu îl mai apără pe consumatorul de presă. Numărul instituțiilor media este mai puțin relevant pentru asigurarea condițiilor de funcționare optimă a proceselor democratice, contează mai mult ca aceste instituții să nu transmită doar mesajul puterii politice, ci și pe cel al opoziției.

## Ziua Mondială a Libertății Presei
Ziua de 3 mai a fost declarată Ziua Mondială a Libertății Presei la 23 decembrie 1993 de către Adunarea Generală a ONU în urma Conferinței Generală UNESCO din 1991, când s-a adoptat o rezoluție privind "Promovarea libertății presei în lume" care recunoștea că "o presă liberă, pluralistă și independentă este o componentă esențială a oricărei societăți democratice".
Evenimentul constituie un prilej pentru a celebra principiile care stau la baza libertății presei, a evalua starea libertății presei în lume, a reînnoi eforturile pentru apărarea independenței mass-mediei, a reflecta cu privire la problemele libertății presei și a eticii profesionale și pentru a aduce omagii acelor jurnaliști care și-au pierdut viața făcâdu-și meseria. De asemenea, momentul servește atât ca și oportunitate de atrage atenția că în multe țări publicațiile încă sunt cenzurate, amendate, suspendate și închise, iar jurnaliștii și editorii sunt hărțuiți, atacați, deținuți și chiar uciși.

## Libertatea presei în România

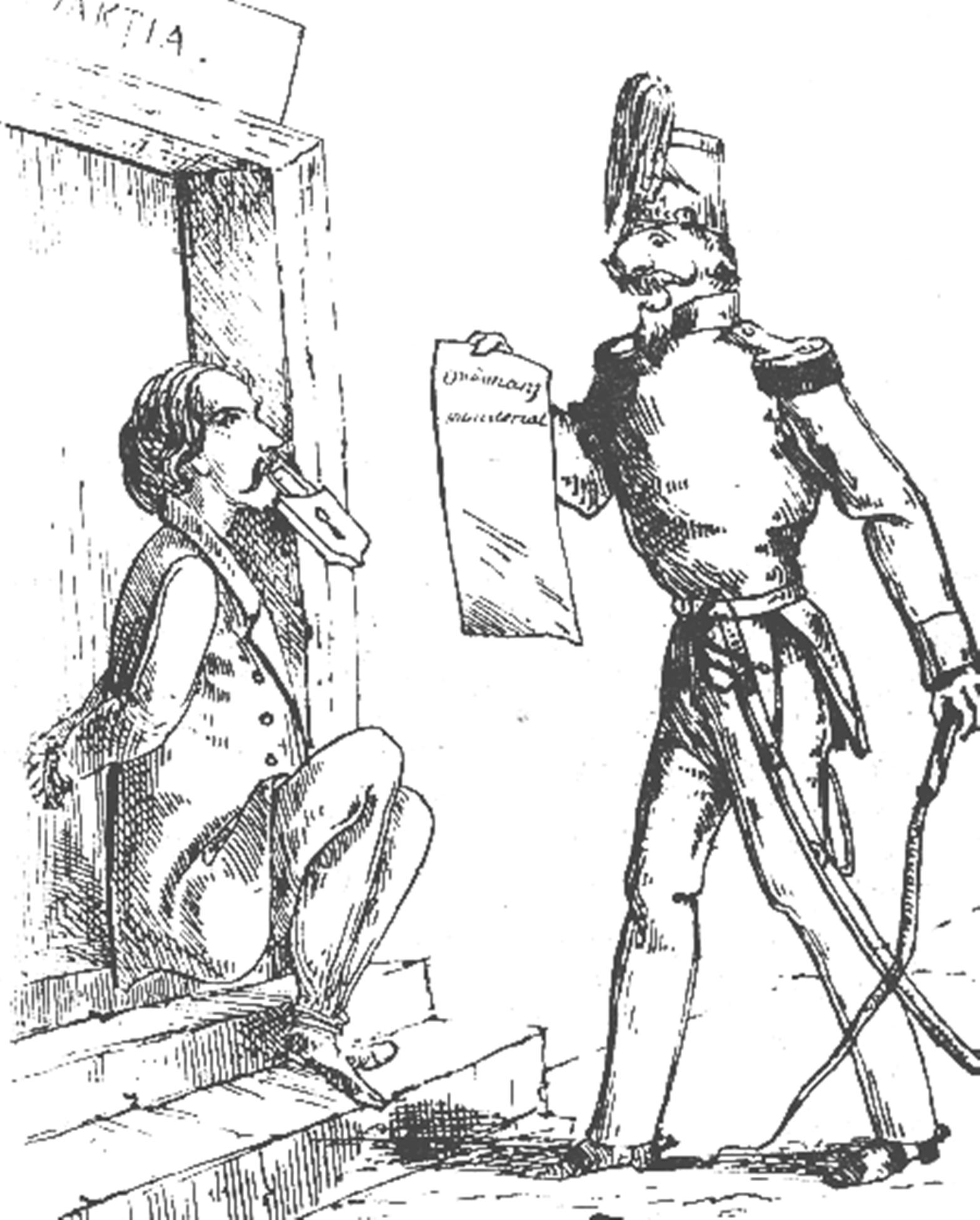
Libertatea presei, litografie din revista Nikipercea, 1859, satirizând regimul domnitorului Alexandru Ioan Cuza. Se face referire la legile care reglementează cenzura prin ordin ministerial. Ziaristul, în stânga, sub semnul Redakția, are mâinile legate la spate și buzele lăcătuite. În partea dreaptă, un polițist înarmat cu un bici prezintă o ordonanță ministerială.

### Perioada interbelică
În perioada interbelică presa românească se prezenta în conformitate cu condițiile economice, sociale și politice ale vremii care, în ciuda acțiunilor de propagandă, a manifestelor politice și a îndemnurilor electorale care găseau cu ușurință o platformă de expresie, era considerată ca fiind "o presă vie, în continuă mișcare, nuanțată, imbrațișând întreg spectrul de ideologii, orientări, gusturi, preferințe, preocupări, profesiuni" de către unii publiciști. După asasinarea prim-ministrului I.G. Duca la 30 decembrie 1933, guvernul a decretat starea de asediu. Curând după ce Carol al II-lea a acaparat puterea decizională și a instaurat un regim auroritar presa era atent monitorizată și cenzurată prin măsuri precum impunerea tipăririi unor articole cu rânduri goale, sancțiuni financiare, suspendări temporare și chiar interzicerea apariției unor publicații.
Una dintre cele mai reprezentante figuri ale tradiției anti-totalitare în presa românească, Corneliu Coposu a dedicat o serie de articole cenzurii presei și libertății de exprimare. În două articole separate publicate în ziarul „România Nouă” din Cluj Coposu a realizat un bilanț negativ al cenzurii la care a fost supusă publicația în perioada 1933-1937 și de unde reiese că au existat nu mai puțin de 10 cenzori.
Într-un articol din 1936 afirma: „Cenzura este instrument de guvernare pentru incapabili și hoți, iar soarta guvernelor sprijinite de cenzură este pecetluită”.

### Perioada comunistă
În timpul regimului comunist în România cenzura a existat și a avut o activitate deosebit de intensă.
Începând cu 1944, cenzura presei în România a fost exercitată prin intermediul mai multor instituții și structuri, precum Comisia Aliată de Control, Ministerul Artei și Informațiilor și Serviciul Cenzurii Centrale Militare, iar din 1949, funcționa Direcția Generală a Presei și Tipăriturilor (DGPT) care condiționa activ apariția oricărei publicații. Din 1951 DGPT a devenit instituția competentă care elibera autorizații pentru ziare, reviste, buletine și alte publicații periodice.
Vezi Comunismul și presa românească.

### Convenția Europeană a Drepturilor Omului
România a ratificat Convenția pentru apărarea drepturilor omului și a libertăților fundamentale, încheiată la Roma la 4 noiembrie 1950, și intrată în vigoare la 3 septembrie 1953, la 7 octombrie 1993, data la care statul român a devenit membru al Consiliului Europei. Convenția, împreună cu protocoalele sale adiționale 1, 4, 6, 7, 9 și 10, a intrat în vigoare pentru România la 20 iunie 1994.
Articolul 10 din Convenție privește libertatea de exprimare și conține două paragrafe, unde primul prevede libertatea de opinie și libertatea de a primi sau de a comunica informații ori idei fără amestecul autorităților publice și fără a ține seama de frontiere, iar cel de-al doilea încearcă stabilirea unui echilibru în scopul determinării preeminenței unui drept asupra altuia, având în vedere că libertatea de exprimare poate veni în contradicție cu alte drepturi garantate de Convenție, printre care dreptul la un proces echitabil, la respectarea vieții private sau la libertatea de conștiință.